# Natan Levy
Natan Levy (en hebreo: נתן לוי; París, 30 de septiembre de 1991) es un artista marcial mixto israelí que compite en la división de peso ligero en la Ultimate Fighting Championship (UFC).

## Primeros años
Natan Levy nació el 30 de septiembre de 1991 en París, Francia en el seno de una familia judía tradicional. Emigró a Israel cuando era un niño pequeño y creció en Herzliya. Levy comenzó a practicar artes marciales cuando era adolescente; entrenaba tres horas al día a los 15 años y obtuvo su cinturón negro en artes marciales chinas a los 17 años. Un año después, viajó a Okinawa, Japón para recibir su cinturón negro en karate.
Antes de su carrera profesional en MMA, Levy trabajó como instructor de artes marciales y dirigió un dojo de kárate en Tel Aviv.

## Carrera de artes marciales mixtas
A la edad de 24 años, Levy hizo su debut en artes marciales mixtas como aficionado en una pelea contra Isaac Caranza el 25 de junio de 2016, para la promoción Tuff-N-Uff en Las Vegas. Ganó por sumisión de estrangulamiento de guillotina en el primer minuto de la primera ronda. Un mes después, derrotó a Josh Brady en el primer asalto mediante una sumisión de estrangulamiento trasero desnudo después de 50 segundos.
Posteriormente venció a Daniel Hudson por decisión unánime el 3 de diciembre, y a Geoffrey Mellor por estrangulamiento de guillotina el 17 de junio de 2017, lo que elevó su récord amateur de MMA a 4-0.

### Legacy Fighting Alliance
Levy hizo su debut profesional en Legacy Fighting Alliance en 2018 y obtuvo cinco victorias consecutivas. 
Para su primera pelea en la compañía de promoción, derrotó a Marcus Sims en LFA 36, el 23 de marzo de 2018, por sumisión con barra de brazo en la primera ronda.
Su próxima pelea en la LFA fue contra Cameron Underhill en LFA 45. Levy venció a Underhill a través de una sumisión de estrangulamiento de guillotina en solo 29 segundos de la primera ronda. Luego ganó por decisión unánime contra Henry Barahona en LFA 58 el 25 de enero de 2019 y Nicholas Badis en LFA 69 el 7 de junio.
Un año después, en agosto de 2020, derrotó a Ben Lugo enLFA 88 por decisión mayoritaria para su última pelea en la LFA.
Posteriormente, Levy se ganó un lugar en el Dana White's Contender Series de Dana White, donde se enfrentó a Shaheen Santana en una pelea de peso pactado de 160 libras. Finalmente venció a Santana a través de la sumisión del estrangulamiento del triángulo del brazo en la tercera ronda.

### Ultimate Fighting Championship
Levy firmó un contrato con Ultimate Fighting Championship. Inicialmente peleando en la división de peso pluma, subió de categoría y comenzó su viaje en UFC en la división de peso ligero. Hizo su debut para la organización en una pelea contra Rafa García en UFC Fight Night 198 el 20 de noviembre de 2021, pero perdió la pelea por decisión unánime.
Después de su derrota ante García, Levy se recuperó con una victoria sobre Mike Breeden en UFC Vegas 53 por decisión unánime el 30 de abril de 2022. Luego se enfrentó a Genaro Valdez el 3 de diciembre de 2022, en UFC en ESPN 42 y lo derrotó por decisión unánime. después de tres rondas.
Estaba programado para enfrentar a Pete Rodríguez el 29 de abril de 2023 en UFC Vegas 72 y luego el 13 de mayo en UFC en ABC 4, pero su oponente se retiró dos veces.
Levy se enfrentó a Mike Davis el 16 de marzo de 2024 en UFC Fight Night 239. En el pesaje, Levy pesó 156,5 libras, media libra por encima del límite de peleas sin título de peso ligero. La pelea se desarrolló en el peso acordado y fue multado con el 20% de su bolsa, que fue para su oponente Davis. Levy perdió la pelea por sumisión en el segundo asalto.

## Vida personal
Además de su francés y hebreo nativos, Levy también habla inglés con fluidez. Es buen amigo de los también artistas marciales mixtos Sean Strickland y Chris Curtis.

### Pelea contra un negacionista del Holocausto
En agosto de 2023, Levy fue tendencia en Twitter luego de burlarse de una foto que el comentarista político Nick Fuentes posteó en dicha red social, escribiendo: «Está construido como un palillo, por lo que definitivamente no es una amenaza». Tras ello, un usuario salió en defensa de Fuentes, que al igual que él, es un abierto supremacista blanco y negacionista del Holocausto. El usuario, un joven de 24 años con experiencia en artes marciales llamado Ben, desafió a Levy a una pelea dentro de la jaula, a lo que el israelí aceptó sin pensarlo dos veces.
Para sorpresa de Levy, que en un principio pensaba que se trataba de una broma, Ben asistió a su campamento para pelear. Antes del combate, el chico fue interrogado sobre su postura de los judíos y el Holocausto, respondiendo que más que un negador, se considera un «revisionista». Ya en la pelea, Levy dominó gran parte de la misma con varias strikes y puñetazos hasta someter a su rival en el suelo. Ben, mientras era castigado con una llave, miró a la cámara exclamando en voz alta que «seis millones de judíos fueron asesinados por los nazis». Tras la pelea, Levy advirtió al joven que la «proxima vez será más doloroso».

## Récord en artes marciales mixtas
| Récord profesional | Récord profesional | Récord profesional |
| 10 peleas          | 8 victorias        | 2 derrotas         |
| ------------------ | ------------------ | ------------------ |
| Nocaut             | 0                  | 0                  |
| Sumisión           | 3                  | 1                  |
| Decisión           | 5                  | 1                  |

| Resultado | Récord | Oponente          | Método                        | Evento                              | Fecha                   | Ronda | Tiempo | Localización | Notas                            |
| --------- | ------ | ----------------- | ----------------------------- | ----------------------------------- | ----------------------- | ----- | ------ | ------------ | -------------------------------- |
| Derrota   | 8–2    | Mike Davis        | Sumisión (arm-triangle choke) | UFC Fight Night: Tuivasa vs. Tybura | 16 de marzo de 2024     | 2     | 1:43   | Las Vegas    | Pelea en peso pactado (156 lbs). |
| Victoria  | 8–1    | Genaro Valdez     | Decisión (unánime)            | UFC on ESPN: Thompson vs. Holland   | 3 de diciembre de 2022  | 3     | 5:00   | Orlando      |                                  |
| Victoria  | 7–1    | Mike Breeden      | Decisión (unánime)            | UFC on ESPN: Font vs. Vera          | 30 de abril de 2022     | 3     | 5:00   | Las Vegas    |                                  |
| Derrota   | 6–1    | Rafa García       | Decisión (unánime)            | UFC Fight Night: Vieira vs. Tate    | 20 de noviembre de 2021 | 3     | 5:00   | Las Vegas    |                                  |
| Victoria  | 6–0    | Shaheen Santana   | Sumisión (arm-triangle choke) | Dana White's Contender Series 35    | 10 de noviembre de 2020 | 3     | 0:55   | Las Vegas    |                                  |
| Victoria  | 5–0    | Ben Lugo          | Decisión (unánime)            | LFA 88                              | 21 de agosto de 2020    | 3     | 5:00   | Sioux Falls  |                                  |
| Victoria  | 4–0    | Nicholas Badis    | Decisión (unánime)            | LFA 69                              | 7 de junio de 2019      | 3     | 5:00   | Cabazon      |                                  |
| Victoria  | 3–0    | Henry Barahona    | Decisión (unánime)            | LFA 58                              | 25 de enero de 2019     | 3     | 5:00   | Albuquerque  |                                  |
| Victoria  | 2–0    | Cameron Underhill | Sumisión (guillotine choke)   | LFA 45                              | 20 de julio de 2018     | 1     | 0:29   | Cabazon      |                                  |
| Victoria  | 1–0    | Marcus Sims       | Sumisión (armbar)             | LFA 36                              | 23 de marzo de 2018     | 1     | 1:25   | Cabazon      |                                  |